# Franz Traunfellner

Holzschnitt Alter Hof

Franz Traunfellner (* 25. März 1913 in Gerersdorf, Gemeinde Pöggstall; † 17. Februar 1986 ebenda) war ein österreichischer Maler und Grafiker.

## Leben
Franz Traunfellner wurde 1913 auf einem Bauernhof in Gerersdorf  bei Pöggstall im südlichen Waldviertel geboren. Bereits in der Schule fiel er durch sein ungewöhnliches Zeichentalent auf. Als er durch Zufall Holzschnittwerkzeuge erhielt, begann er sich autodidaktisch mit Holzstich und Holzschnitt zu beschäftigen. Auch andere grafische Techniken interessierten ihn, wobei ihn Professor Kromar von Hohenwolf in Melk in der Technik der Radierung unterwies.
Bereits vor dem Zweiten Weltkrieg konnte sich Traunfellner an Ausstellungen beteiligen. Nach Kriegsende kehrte er auf den elterlichen Bauernhof zurück, wo er sich neben der Arbeit in der Landwirtschaft nun intensiver dem künstlerischen Schaffen widmete; es entstanden vor allem Holzstiche und Holzschnitte, aber auch Radierungen und Kaltnadeldrucke. 1956 ermöglichte ihm ein Stipendium das Erlernen der lithografischen Techniken an der Graphischen Lehr- und Versuchsanstalt in Wien. Teilnahmen an Ausstellungen im In- und Ausland sowie häufige Presseberichte steigerten seine Bekanntheit. 1960 erhielt er als erster Künstler den neu geschaffenen Kulturpreis des Landes Niederösterreich für Bildende Kunst. 
1963 gab Traunfellner die Landwirtschaft auf und lebte von da an als freischaffender Künstler. In den 23 Jahren bis zu seinem Tod entstand der größte Teil seines umfangreichen Werkes, welches sich nicht nur auf Grafiken beschränkte, sondern auch Monotypien und Malerei mit einschloss. Zahlreiche Ausstellungen, Ankäufe von Museen und Sammlungen sowie Berichte in Rundfunk und Fernsehen trugen weiter zu seiner Bekanntheit bei. Daneben fand er auch noch Zeit für Reisen, vorzugsweise nach Südeuropa, aber auch nach Paris und in die Künstlerkolonie Worpswede. Seine künstlerische Heimat blieb aber immer seine nähere Umgebung. Die Landschaft des Waldviertels, seine Menschen und Tiere, boten reichliche Anregung für sein künstlerisches Schaffen.
Franz Traunfellner starb 1986 und liegt auf dem Pöggstaller Ortsfriedhof begraben.

## Werk
Das Werk Traunfellners ist aus seinem Umfeld zu verstehen. Er selbst sagte in einem biografischen Aufsatz dazu: "Ich wollte das Wesenhafte der Landschaft schöpferisch zum Ausdruck bringen, zum Beispiel die kargen Linien der winterlichen Landschaft." Der Bogen seiner künstlerischen Entwicklung spannt sich von frühen naturalistischen Zeichnungen und Holzstichen bis zu stark reduzierten Holzschnitten, in denen sich nur mehr die wesentlichen Linien finden, dabei aber immer gegenständlich bleibend, wodurch diese Werke eine starke Ausdruckskraft entfalten.
Holzstich und Holzschnitt waren Traunfellners bevorzugte Techniken. Bis auf wenige Ausnahmen sind alle Blätter von ihm selbst mit der Hand gedruckt, da der Künstler den Druckvorgang als wesentlichen Teil des Schaffensprozesses betrachtete. Daneben schuf er Zeichnungen, Farbholzschnitte, Radierungen, Lithographien, Monotypien, Ölgemälde und Aquarelle. 
Werke des Künstlers befinden sich unter anderem im Besitz
- der Albertina (Wien)
- der Galerie Belvedere, vormals Österreichische Galerie Oberes Belvedere, in Wien
- des Niederösterreichischen Landesmuseums
- der Salzburger Landesregierung
- des Oberhausmuseums in Passau
- der Sammlung des Fürsten von Liechtenstein
- des Kochi-Shi Museums für Papiergeschichte in Ino-Cho in Japan
- des Museo della Xilografia contemporeana in Carpi bei Modena in Italien

## Mitgliedschaften (Auswahl)
- 1948  Österreichische Ex Libris - Gesellschaft
- 1956  Landesverband der Niederösterreichischen Kunstvereine
- 1958  Salzburger Kunstverein, Künstlerhaus Salzburg
- 1963  ARTA Salzburg und ARTA International (ARTA war eine Vereinigung von Künstlern und Kunstfreunden, löste sich 2007 auf)
- 1965  Gesellschaft Bildender Künstler Österreichs, Künstlerhaus Wien
- 1979  Internationale Holzschneidervereinigung "Xylon"

## Ausstellungen (Auswahl)
- 1937  Erste bekannte Ausstellung gemeinsam mit Kromar von Hohenwolf, Ort unbekannt
- 1948  Kulturamt der Stadt Krems
- 1950–1974  Regelmäßige Teilnahme an den Frühjahr- und Herbstausstellungen des Künstlerhauses Wien
- 1956–1985  Regelmäßige Teilnahme an den Wanderausstellungen des Landesverbandes der Niederösterreichischen Kunstvereine
- 1958–1982  Regelmäßige Teilnahme an den Ausstellungen des Künstlerhauses Salzburg und im Traklhaus Salzburg
- 1959  "Österreichischer Holzschnitt", Tokio und Osaka
- 1960  Oberhausmuseum, Passau
- 1964  Kleine Galerie Neudeggergasse, Wien
- 1965  Künstlerhaus Wien
- 1967–1982 Teilnahme an den Ausstellungen der ARTA Zürich
- 1968  Niederösterreichisches Landesmuseum
- 1973  Galerie Volksbank Zwettl, Präsentation des Buches "Mein Waldviertel"
- 1974  Österreichisches Kulturinstitut, New York City und Fine Arts Club, Kanada
- 1975  Galerie Schwarzer, Wien
- 1976  Galerie Alte Schmiede, Wien
- 1978  Große Personalausstellung in der Galerie am Rabensteig, Wien
- 1979  "Xylon 8", Triennale, Winterthur
- 1980  Wanderausstellung Xylon International durch mehrere Länder Europas und Südamerikas
- 1981  Stift Geras
- 1982  "Internationaler Holzschnitt", Künstlerhaus Wien
- 1983  Niederösterreichisches Dokumentationszentrum für Moderne Kunst, St. Pölten
- 1984  Galerie Wolfrum, Wien, Präsentation der Monografie "Franz Traunfellner"
- 1986  (posthum) Galerie Belvedere (vormals Österreichische Galerie Oberes Belvedere), Wien
- 2013  (posthum) "Franz Traunfellner zum 100. Geburtstag", Niederösterreichisches Dokumentationszentrum für Moderne Kunst, St. Pölten

1994 erfolgte die Eröffnung der ständigen Dokumentation "Franz Traunfellner – Leben und Werk" im Schloss Rogendorf in Pöggstall im niederösterreichischen Waldviertel, wo auch jährlich wechselnde Sonderausstellungen gezeigt wurden. Seit Ende 2015 war sie wegen Umbauten im Schloss zur Vorbereitung der Niederösterreichischen Landesausstellung 2017 geschlossen. Ab Herbst 2020 wird sie in einer Neuaufstellung wieder zugänglich sein. Nähere Informationen können auf der Homepage der Gemeinde Pöggstall abgerufen werden.

## Ehrungen (Auswahl)
- 1948  Silberne Medaille des Landes Niederösterreich
- 1956  Goldene Medaille des Landes Niederösterreich
- 1960  Kulturpreis für Bildende Kunst des Landes Niederösterreich
- 1968  Silbernes Ehrenzeichen für Verdienste um das Bundesland Niederösterreich
- 1974  Berufstitel Professor
- 1984  Österreichisches Ehrenkreuz für Wissenschaft und Kunst
- 1984  Goldener Lorbeer der Gesellschaft Bildender Künstler Österreichs, Künstlerhaus Wien